# Desi Lydic
Lani Desmonet "Desi" Lydic (urodzona 30 czerwca 1981 roku w Summit w stanie New Jersey) jest amerykańską aktorką. Dorastała w Louisville w stanie Kentucky, jako dziecko występowała w reklamach sieci supermarketów Kroger. Sławę przyniosła jej rola Valerie Marks w serialu  Inna emitowanym na antenie MTV, gdzie gra szkolną panią psycholog. Swoją karierę zaczęła grając w filmie To nie jest kolejna komedia dla kretynów. Zagrała również w filmach takich jak Legalna blondynka 2 oraz Stan Helsing.